# 1061 Paeonia
1061 Paeonia è un asteroide della fascia principale. Scoperto nel 1925, presenta un'orbita caratterizzata da un semiasse maggiore pari a 3,1337570 UA e da un'eccentricità di 0,2087637, inclinata di 2,49849° rispetto all'eclittica.
Il nome deriva dal genere di piante omonimo.